# Gare de Viry-Noureuil
Ne doit pas être confondu avec Gare de Viry-Châtillon.
La gare de Viry-Noureuil est une gare ferroviaire française de la ligne de Creil à Jeumont, située sur le territoire de la commune de Viry-Noureuil, dans le département de l'Aisne, en région Hauts-de-France.
C'est une halte de la Société nationale des chemins de fer français (SNCF), desservie par des trains régionaux TER Hauts-de-France.

## Situation ferroviaire
Établie à 45 mètres d'altitude, la gare de Viry-Noureuil est située au point kilométrique (PK) 126,070 de la ligne de Creil à Jeumont — juste après un passage à niveau routier (de type SAL 4), portant le no 59 —, entre les gares de Chauny et de Tergnier.
La gare possède deux quais latéraux, desservant deux voies de passage : le quai 1 (voie 1 — en direction de Saint-Quentin), d'une longueur totale de 120 mètres ; le quai 2 (voie 2 — en direction de Compiègne), de 114 mètres.
La vitesse limite de traversée de cet établissement de pleine ligne (ou PL) est de 160 km/h.

## Histoire
En 1960, Viry-Noureuil est une halte.

## Fréquentation
De 2015 à 2023, selon les estimations de la SNCF, la fréquentation annuelle de la gare s'élève aux nombres indiqués dans le tableau ci-dessous.
| Année     | 2015  | 2016 | 2017 | 2018 | 2019 | 2020 | 2021 | 2022 | 2023 |
| --------- | ----- | ---- | ---- | ---- | ---- | ---- | ---- | ---- | ---- |
| Voyageurs | 1 064 | 549  | 278  | 390  | 280  | 195  | 427  | 354  | 840  |

## Patrimoine ferroviaire
L'ancien bâtiment voyageurs, construit en 1928, a été reconverti en bibliothèque municipale par son propriétaire actuel (la commune), puis en cabinet médical depuis octobre 2014 (à la suite du déménagement de ladite bibliothèque au sous-sol de la mairie).

## Service des voyageurs

### Accueil
Viry-Noureuil est un point d'arrêt non géré (PANG) à accès libre de la SNCF, pour le réseau TER de la région Picardie. Cette halte ne permet pas l'achat de titres de transport.
La traversée des voies (et le passage d'un quai à l'autre) s'effectuent par le passage à niveau voisin de la halte (en direction de Compiègne).

### Desserte
La halte est desservie par quelques-uns des trains TER Hauts-de-France qui assurent les missions omnibus de la relation Saint-Quentin – Compiègne, soit un à deux aller-retours quotidiens.

### Intermodalité
Il n'est pas possible de stationner des véhicules à proximité de la halte.